# Les Aventures de Papilio
Les Aventures de Papilio est une série de bande dessinée fantastique créée, scénarisée et dessinée par Michel Pierret entre 1979 et 1987. Elle a été publiée dans Le Journal de Tintin. 
Cette série n'a pas été éditée à l'époque. C'est le cas depuis 2009 en rééditions chez différents éditeurs

## Synopsis
Le jeune Papilio, son père Vad et son petit animal domestique Gekko, visitent les planètes habitables de notre univers pour trouver un endroit où vivre en paix. Chaque épisode est l'occasion de rencontrer des humains ou des extraterrestres différents qui donneront vie à différentes aventures.

## Personnages
- Papilio: terrien d'une douzaine d'années. Personnage central de l'histoire, il a perdu sa mère tout petit. Il a souvent tendance à s'ennuyer et, de ce fait, est souvent l'élément déclencheur des aventures. Sa curiosité, son impatience, son amour du jeu et ses velléités d'indépendance le conduisent souvent au-devant des périls les plus divers. Il symbolise l'insouciance de la jeunesse.
- Vad: père de Papilio. Veuf, il a encore des souvenirs de la Terre et de ses dérives: les armes, la guerre, le racisme. Pour éviter tout cela, il est à la recherche d'un endroit paisible et isolé de l'Univers. Il symbolise la sagesse et la raison.
- Gekko: petit animal de compagnie de Papilio. Très intelligent, il est souvent mis à profit par Papilio pour le tirer d'un mauvais pas. On le voit parfois penser avec des mots.

## Albums
- Tome 1 La pierre qui tue, éditeur Milwaukee Comics; 2009
- Intégrale Papilio : 
  - Tome 1 : Le Grand départ, (Éditions Plotch Splaf 2012)
  - Tome 2 : De planète en planète (Éditions Plotch Splaf 2012)
  - Tome 3 : Contre Gürls et Balbots (Éditions Plotch Splaf 2013)
  - Tome 4 : Le fils d’Erézéchiel (Éditions Plotch Splaf 2013)